# Кузнецов, Михаил Сергеевич (почвовед)
Михаил Сергеевич Кузнецов (13 сентября 1941, Хабаровск — 8 января 2024) — российский учёный в области почвоведения и защиты почв от эрозии, академик РАСХН (2007), академик РАН (2013).

## Биография
Родился в Хабаровске. Окончил Московский государственный университет им. М. В. Ломоносова (1963) и его аспирантуру (1966).
Работал там же: младший научный сотрудник биолого-почвенного факультета (1967—1973), младший, старший научный сотрудник, доцент, и. о. зав. кафедрой факультета почвоведения (1973—1982), зав. кафедрой эрозии почв факультета почвоведения (1982—2015), с 2015 г.- профессор кафедры эрозии и охраны почв факультета почвоведения МГУ.
В 1982—1989 и. о. директора, директор, зав. лабораторией Института почвоведения и фотосинтеза АН СССР. В 2002—2008 начальник отдела общего земледелия, агрохимии и почвоведения Отделения земледелия РАСХН.
Доктор биологических наук (1979), профессор (1985), академик РАСХН (2007), академик РАН (2013).
Разработчик противоэрозионной технологии полива хлопчатника. Его рекомендации использованы при разработке генеральных планов орошения 2-й очереди освоения Каршинской степи, 2-й очереди освоения Джизакской степи, Кизиликского, Дальверзинского, Таджикистанского и Караунгурского массивов.
Лауреат премии Министерства высшего и среднего специального образования СССР за лучшую научную работу (1980), премий им. акад. В. Р. Вильямса (1991, 1999), премии Правительства РФ в области науки и техники (2001), Ломоносовской премии за научные работы (2002).
Заслуженный работник высшей школы Российской Федерации (2001). Награждён 5 медалями РФ и ВДНХ.
Умер 8 января 2024 года.
Опубликовал более 300 научных трудов, в том числе 35 книг и брошюр, из них 9 монографий.
Книги:
- Противоэрозионная стойкость почв. — М.: Изд-во Моск. ун-та, 1981. — 135 с.
- Прогнозирование и предупреждение эрозии почв при орошении / соавт.: В. Я. Григорьев и др. — М.: Изд-во Моск. ун-та, 1992. — 206 с.
- Эрозия и охрана почв: учеб. для студентов вузов, обучающихся по направлению и спец. «Почвоведение» / соавт. Г. П. Глазунов. — М.: Изд-во Моск. ун-та, 1996. — 335 с.- То же.- 2-е изд., перераб. и доп. — М.: КолосС, 2004. — 350 с.
- Эрозия почв лесостепной зоны Центральной России: моделирование, предупреждение и экологические последствия / соавт. В. В. Демидов; МГУ им. М. В. Ломоносова, Ин-т фундам. пробл. биологии РАН. — М.: ПОЛТЕКС, 2002. — 183 с.
- Проблемы деградации и восстановления продуктивности земель сельскохозяйственного назначения в России / соавт.: Г. А. Романенко и др.; Росинформагротех. — М.: Росинформагротех, 2008.- 67 с.